# Svatá Kordula
Svatá Kordula (4. století, Anglie (?) – 383 nebo 451, Kolín nad Rýnem) je jedna z katolických mučednic.
Kordula náležela k družkám svaté Voršily. Do Kolína dopluly lodí z Anglie. V Kolíně padly do rukou Hunů. Zatímco se Kordule podařilo ukrýt se v podpalubí lodi, Hunové zbylé družky svaté Voršily zabíjeli. Když Kordula viděla, jak její družky statečně s vírou podstupovaly mučednickou smrt, z úkrytu vystoupila a i ona se nechala stejně jako její družky Huny usmrtit. Legendy kladou tuto událost do období kolem roku 383 nebo kolem roku 451.
Nejstarší známé vyobrazení svaté Korduly je na skleněné malbě z roku 1220 v kolínském kostele svatého Kuniberta. Na ní je Kordula zobrazena v dlouhých nabíraných šatech a plášti. V pravé ruce drží kopí, v levé palmový vějíř. Stojí na lodi, muž a žena pod Kordulou k ní vzpínají ruce. Na hlavě má věneček. Zobrazována bývá i s korunou na znamení příslušnosti ke královskému rodu a jako znamení jejího mučednictví.
Svatá Kordula je českou patronkou a patronkou lodníků, poutníků a cestujících, měst Kolína nad Rýnem a Tortosy. Svátek má 22. října.